# Nigramma albodentata
Nigramma albodentata là một loài bướm đêm trong họ Noctuidae.